# 6-та окрема механізована бригада (Україна)
6-та окр́ема механіз́ована брига́да (6 ОМБр, в/ч ) — регулярний підрозділ Збройних сил України, який у 2004 році брав участь в Іракській миротворчій операції, що проходила в період з 11 серпня 2003 року до 9 грудня 2008 року. 

## Структура
- управління (в т.ч. польовий вузол зв'язку, штабна рота, рота військової поліції)
- 61-й окремий механізований батальйон (на БТР)
- 62-й окремий механізований батальйон (на БТР)
- 63-й окремий механізований батальйон (на БРДМ-2)
- розвідувальна рота
- медична рота

## Техніка і озброєння
- бронетехніка (БТР, БРДМ-2) - 102 одиниці
- автомобілів - 186 одиниць
- причепів - 87 одиниць

## Командування
- генерал-майор Сергій Островський

## Втрати

### Загиблі
| Звання           | Ім'я                | Посада                                                     | Дата           | Зауваження                                                      |
| ---------------- | ------------------- | ---------------------------------------------------------- | -------------- | --------------------------------------------------------------- |
| Рядовий          | Руслан Андрощук     | Кулеметник спеціального розвідувального взводу, розвідрота | 6 квітня 2004  | помер під час евакуації на українську військову базу в Ель-Куті |
| Рядовий          | Костянтин Міхалєв   | Снайпер 62-го окремого механізованого батальйону           | 28 квітня 2004 | помер від поранень                                              |
| Рядовий          | Ярослав Злочевський | Кулеметник 62-го окремого механізованого батальйону        | 28 квітня 2004 | помер від поранень                                              |
| Молодший сержант | Роман Гензерський   | Кулеметник 62-го окремого механізованого батальйону        | 02 липня 2004  | Самогубство                                                     |
| Капітан          | Юрій Іванов         | Командир взводу з 62-го окремого механізованого батальйону | 15 Серпня 2004 | убитий вибухом дистанційно керованої міни                       |

### Поранені
| Ранг      | Ім'я                | Посада                                            | Дата            | Примітки                                   |
| --------- | ------------------- | ------------------------------------------------- | --------------- | ------------------------------------------ |
| Полковник | Володимир Кравченко | Командир 63-го окремого механізованого батальйону | 29 Вересня 2004 | Перекидання джипу                          |
| Майор     | Григорій Рогожин    | Старший співробітник відділу командної співпраці  | 29 Вересня 2004 | Перекидання джипу                          |
| Рядовий   | Ігор Чікель         |                                                   | 6 Квітня 2004   | Легка рана під час зіткнень з армією Махді |
| Рядовий   | Михайло Петришинець |                                                   | 6 Квітня 2004   | Легка рана під час зіткнень з армією Махді |
| Лейтенант | Олександр Ковальчук |                                                   | 6 Квітня 2004   | Легка рана під час зіткнень з армією Махді |
| Капітан   | Олексій Свідерський |                                                   | 6 Квітня 2004   | Легка рана під час зіткнень з армією Махді |
| Майор     | Сергій Карлаш       |                                                   | 6 Квітня 2004   | Легка рана під час зіткнень з армією Махді |